# Al diablo con los guapos
Al Diablo con los Guapos é uma telenovela mexicana produzida por Angelli Nesma Medina para a Televisa e exibida pelo Las Estrellas de 8 de outubro de 2007 a 6 de junho de 2008, substituindo Bajo las Riendas del Amor e sendo substituída por Cuidado con el Ángel.
É um remake da telenovela argentina Muñeca Brava, original de Enrique Torres e adaptada por Juan Carlos Alcalá.
É protagonizada por Allisson Lozz e Eugenio Siller, junto com César Évora, Laura Flores, Andrés Zuno, Marco Muñoz, Tania Vázquez, Margarita Magaña e Ariadne Díaz nos papéis antagônicos. Conta ainda com a atuação especial da primeira atriz Alicia Rodríguez e de Altair Jarabo.

## Sinopse
A história nos leva a vida de Milagros uma jovem rebelde, extrovertida e sonhadora que vive em um convento desde que muito pequena. Ali mesmo ela desenvolveu um gosto muito grande pelo futebol que fez com que os demais garotos lhe dessem o apelido de Miligol. Quando completa 18 anos Milagros se vê obrigada a abandonar o convento e o padre Manuel pede que dona Regina Belmonte a aceite como dama de companhia. Mili se muda para a mansão Belmonte, onde ganha o carinho de dona Regina por seu caráter simpático e honesto.
Alejandro Belmonte, o primogênito de Constancio Belmonte, é um jovem rico acostumado a boa vida e a diversões, também este mantem uma relação com Andrea, a secretaria de seu pai. Alejandro foge sempre de qualquer compromisso e, ao conhecer Mili, se sente atraído por sua maneira de ser e acaba termina completamente apaixonado por ela. Os constantes pleitos e discussões entre eles aumenta a atração entre ambos, mas Mili se afasta dele por causa de sua fama de mulherengo e de seu compromisso com Andrea.
Constancio Belmonte, o primogênito de Regina, é um homem amargurado e infeliz que odeia a sua família e nunca se cansa de ocultá-los, mas sente um profundo rancor por sua esposa Luciana a quem nunca quis e com quem foi obrigado a se casar por seu pai: esse compromisso fez com que o amor de sua vida, Rosario se fosse com o filho que esperava dele. Constancio não se interessou em buscá-lo, ao contrário de Regina, que chegou a contratar investigadores para descobrir seu paradeiro.
Alejandro e Milagros estão dispostos a assumir o seu relacionamento, mas Andrea não está disposta a perder o dinheiro de Alejandro; por isso, convence um primo de Alejandro, Hugo, a ajudá-la a separar os dois. Hugo, que também ama Milagros, aceita e propõe vários planos para ajudar Andrea. Hugo propõe casamento a Milagros, mas, no dia do casamento, ela foge da igreja com Alejandro e o amor de ambos renasce em uma cabana no bosque.
Mili e Alejandro retornam dispostos a lutar por seu amor, mas Luciana descobre que Milagros é a filha desaparecida de Constancio. Mesmo sabendo que Alejandro não é filho de Constancio, Luciana tenta separá-los.

## Elenco
- Allisson Lozano - Milagros Ballesteros / Milagros Belmonte Ramos "Mili"
- Eugenio Siller - Alejandro Belmonte Arango
- César Évora - Constancio Belmonte Lascuraín
- Laura Flores - Luciana Arango / Luciana Arango de Belmonte
- Alicia Rodríguez - Regina Lascuráin vda. de Belmonte
- Marcos Muñoz - Damián Arango
- Monika Sánchez - Rosario Ramos #1
- Maribel Guardia - Rosario Ramos #2 / Rosella Di Yano
- Miguel Pizarro - Braulio Ramos
- Tanya Vázquez - Andrea Castillo Riquelme
- Andrés Zuno - Hugo Arango Tamayo
- Ariadne Díaz - Florencia Echavarría / Florencia Echavarría de Belmonte
- Altair Jarabo - Valeria Belmonte Arango
- Ricardo Margaleff - Ricardo "Rocky, Morgan" Juárez
- Leticia Perdigón - Socorro Luna / Amparo Rodríguez
- José Luis "Pocholo" Cordero - Horacio
- Roberto Vander - Néstor Miranda
- Michelle Ramaglia - Adelina "Lina"
- Margarita Magaña - Karla Rodríguez
- Sheyla - Madre Catalina "Cachetes" / Macarena
- Carlos Cobos - Padre Manuel
- Rafael León de los Cobos - Roberto "Bobby" Senderos
- Georgina Salgado - Gloria
- Dacia González - Madre Superiora
- Luz María Jerez - Milena de Senderos
- Alfonso Iturralde - Eugenio Senderos
- Óscar Traven - Gustavo Villalobos
- Fabián Robles - Rigoberto
- Nora Velázquez - Bloody Mary
- Gustavo Rojo - Ernesto Robledo
- Rossana San Juan - Roxana
- Eduardo Liñán - Armando Calvillo
- Arsenio Campos - Peralta
- Aitor Iturrioz - Mateo Robledo
- Aldo Gallardo - Fernando
- Manuela Imaz - Marisela Echavarría
- Gloria Sierra - Nefertiti
- Derrick James - Ramsés #1
- Daniel Ducoing - Ramsés #2
- Michelle Vieth - Pilar
- Ramón Valdés Urtiz - Carlos "Chamuco"
- Roberto Blandón - Domingo Echavarría
- Claudio Báez - François
- Gerardo Albarrán - Julio
- Abraham Ramos - Sergio Cruz
- Joustein Roustand - Gamuza
- Janet Ruiz - Yolanda Bajos
- Fernando Robles - Rómulo
- Andrea Garcia - Zulema
- Jorge Arvizu - Don Pepe
- Ricardo Fastlicht - Paolo
- Dalilah Polanco - Ernestina
- Mariana Botas - Chómpiras
- Juan Peláez - Federico Belmonte
- Eduardo Antonio - Silvestre
- Analía del Mar - Erika
- Jessica Segura - Kimberly
- Rebeca Mankita - Marlene
- Ale García - Vicky
- Rosángela Balbó - Sra. Corcuera
- Liza Willert - Diretora
- Jorge Santos - Detetive Cienfuegos
- Yanni Torres - Lucero
- Natalia Juárez - Rosario Miranda Belmonte
- Jacqueline Bracamontes - Cándida "Candy" Morales Alcalde
- Gabriela Platas - Barbara Camacho
- Andrea Torre - Soledad Palacios Madrigal de De la Torre
- Jackie García - Rosario "Chayo" de All
- Ginny Hoffman - Cecilia Romero
- Manuel "Flaco" Ibáñez - Manuel "Meño" Morales
- Christina Pastor - Lourdes "Lulú" Robledo

## Exibição
Foi reprisada pela primeira vez pelo canal Tiin de 24 de setembro de 2012 a 5 de maio de 2013, substituindo Niní e sendo substituída por El Niño que Vino del Mar.
Foi reprisada pela primeira vez pelo Las Estrellas de 7 de janeiro a 14 de junho de 2013, em 115 capítulos, substituindo María Mercedes e sendo substituída por Fuego en la Sangre, na faixa do meio-dia.
Foi reprisada pela primeira vez pelo TLNovelas de 4 de setembro de 2017 a 4 de maio de 2018, substituindo Las Dos Caras de Ana e sendo substituída por Corazón Indomable.
Seria reprisada pela segunda vez pelo canal Tiin a partir de 2 de abril de 2019, mas a reprise foi cancelada devido a extinção do canal, que ocorreu em 14 de julho do mesmo ano, sendo substituído pelo BitMe.
Está sendo reprisada pela segunda vez pelo TLNovelas desde 19 de maio, substituindo Alcanzar una Estrella II.

## Audiência
Teve média geral de 14,4 pontos.

## Prémios e indicações
| Categoria                 | Nomeado (a)                | Resultado |
| ------------------------- | -------------------------- | --------- |
| Melhor telenovela         | Angelli Nesma Medina       | Nomeada   |
| Melhor primeira atriz     | Dacia González             | Nomeada   |
| Melhor atriz juvenil      | Allisson Lozz              | Nomeada   |
| Melhor ator juvenil       | Eugenio Siller             | Nomeado   |
| Melhor atriz revelação    | Altair Jarabo              | Nomeado   |
| Melhor ator revelação     | Ricardo Margaleff          | Nomeado   |
| Melhor direção de câmaras | Claudio Lara Armando Zafra | Nomeados  |